# Silke Schröckert
Silke Schröckert (* 15. Dezember 1983 in Preetz) ist eine deutsche Journalistin und Moderatorin.

## Leben und Karriere
Schröckert studierte an der AMD Akademie Mode & Design. Nach dem Studium begann sie ihre journalistische Laufbahn beim Tigerpress Verlag. 2007 wurde sie Chefredakteurin des Verlags und verantwortete neben Fix und Foxi unter anderem das Pferdemagazin Conny. Seit 2015 arbeitet sie freiberuflich als Journalistin zu Eltern- und Großelternthemen. Sie veröffentlicht unter anderem regelmäßig Artikel in den Zeitschriften Leben und erziehen, Kinder, Junge Familie und Schule. Im Mai 2016 war sie Kandidatin in der RTL-Quizshow Wer wird Millionär? und gewann dort 32.000 Euro. 2018 gründete sie das Online-Magazin Enkelkind.de und ist seit 2020 zudem Chefredakteurin des Großeltern-Portals Hallo-Oma.de. 
Von Mai 2020 bis 2023 moderierte Schröckert zusammen mit ihrem Ehemann Daniel Schröckert sowie mit Moderator Steven Gätjen und Moderatorin Anne Wernicke (zuvor Maria Ehrich) das ZDF-Serien- und Filmformat Filmgorillas.
Schröckert ist Mutter eines Sohnes (* 2014) und einer Tochter (* 2016).

## Werke
- 101 Dinge, die in keinem Eltern-Ratgeber stehen … obwohl sie so wichtig, witzig und wunderbar wohltuend sind! 1. Edition. Junior Medien, Hamburg 2021, ISBN 978-3-9822992-2-8.
- Bad Mom 1. Edition. Junior Medien, Hamburg 2023, ISBN 978-3-910509-02-3.